# Graeme Coleman
Graeme Coleman (...) è un compositore e musicista canadese.
Ha composto musiche per film e serie televisive, tra cui: Crimini nascosti, Cold Squad - Squadra casi archiviati e BeastMaster. È stato membro della band canadese Skywalk.

## Filmografia parziale

### Cinema
- Meglio del cioccolato (Better Than Chocolate), regia di Anne Wheeler (1999)
- Crimini nascosti (Desolation Sound), regia di Scott Weber (2005)

### Televisione
- Oltre i limiti (The Outer Limits) - serie TV, 6 episodi (1997-2001)
- Night Man - serie TV, 22 episodi (1998-1999)
- Cold Squad - Squadra casi archiviati (Cold Squad) - serie TV, 33 episodi (1999-2001)
- BeastMaster - serie TV (1999-2002)
- Edgemont - serie TV, 3 episodi (2001)
- Jeremiah - serie TV, 4 episodi (2002)
- Due cuori e un cane (Love at First Bark) - film TV, regia di Mike Rohl (2017)
- Mike il carlino (Mighty Mike) - serie TV d'animazione, 2 episodi (2019)

## Videogiochi
- FIFA International Soccer (1993)